# سوکورو هررا
سوکورو هررا (انگلیسی: Socorro Herrera؛ زادهٔ ) یک هنرپیشه اهل ایالات متحده آمریکا است. 